# 中國茶

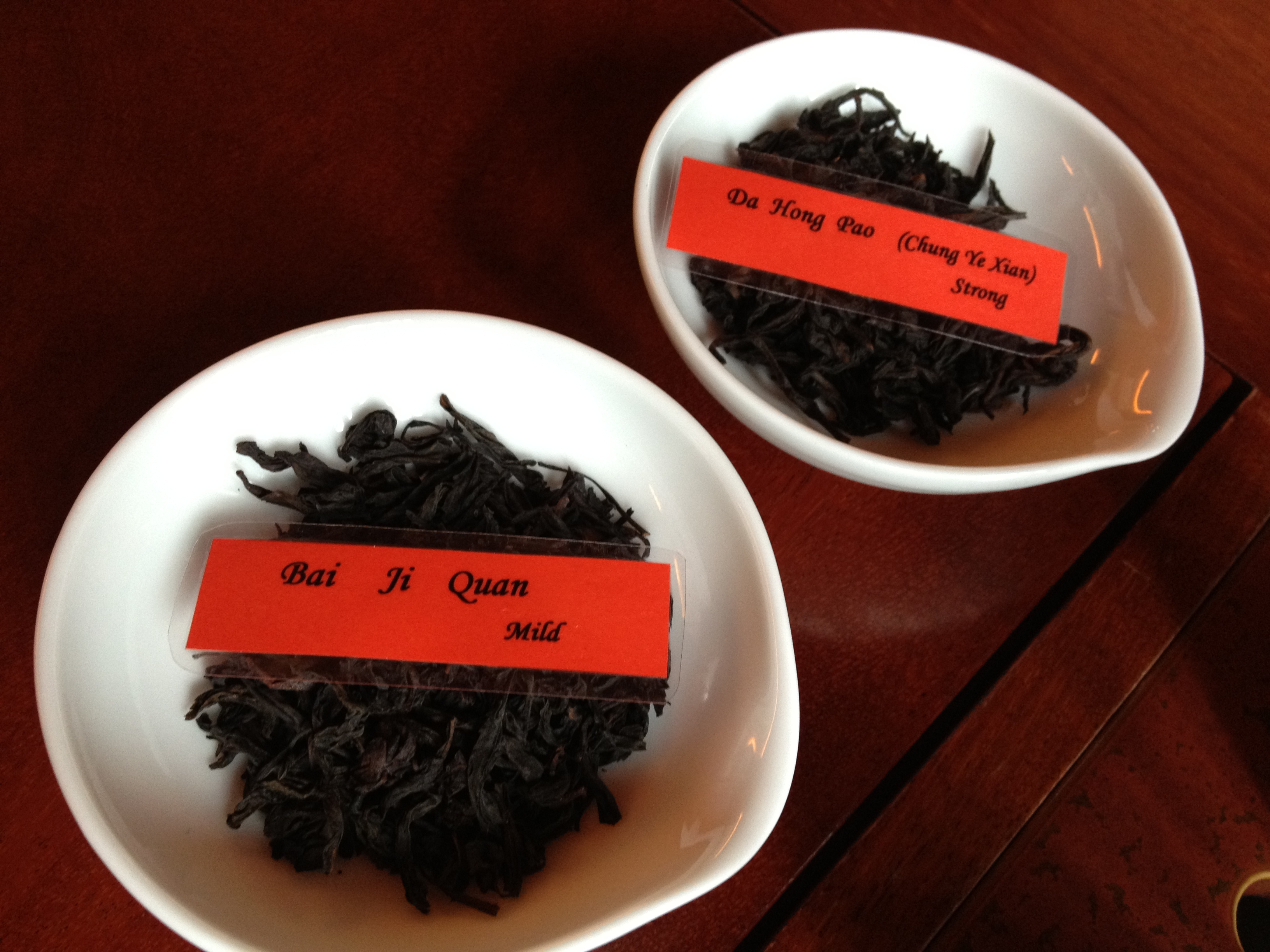
白雞冠（左）與大紅袍（右）

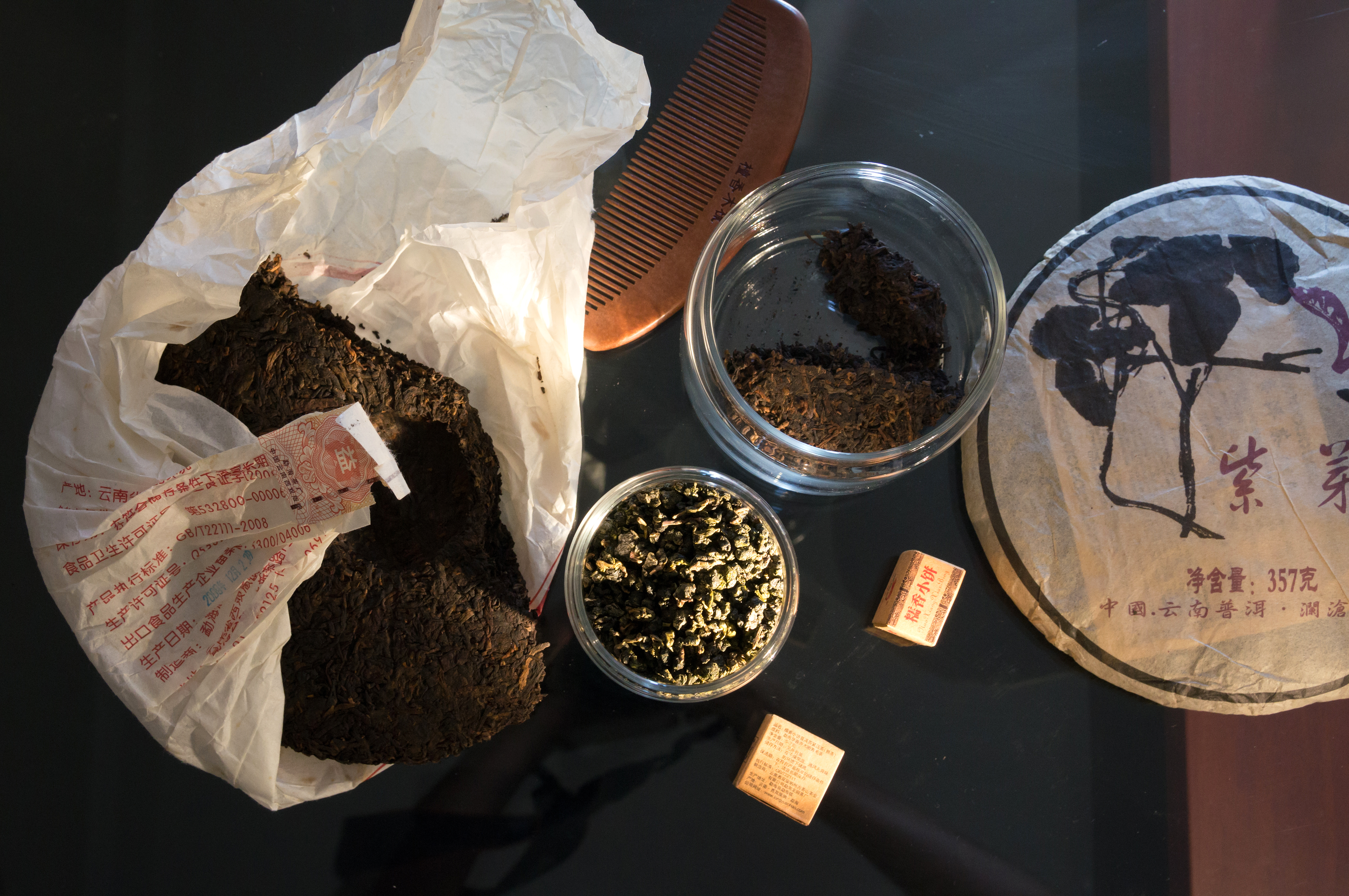
普洱茶與綠茶

中國茶是指中國出產的茶類及其飲用方式。中国在很长的历史时期都是主要的茶叶出产地，因此茶叶的品种也特别多。其中有名的品种更是不少，依發酵程度，茶葉可分為綠茶、紅茶、青茶、黃茶、白茶、黑茶。又有多種不同的飲用方法。

## 產地
中國茶的主要產地集中在中国南方，包扩浙江省、四川省、云南省、安徽省、福建省、湖南省、贵州省等。

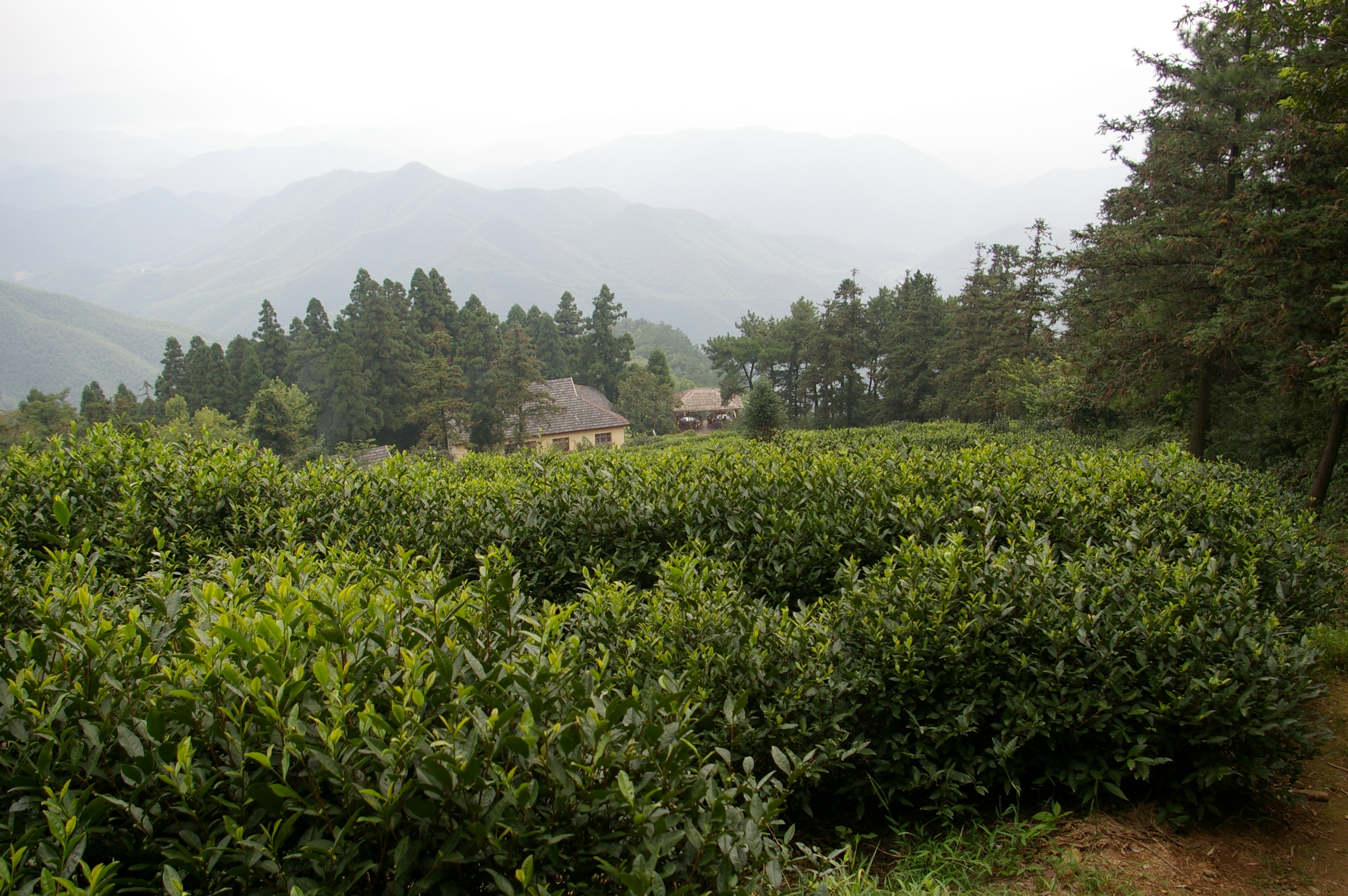
浙江省德清縣莫干山的茶園

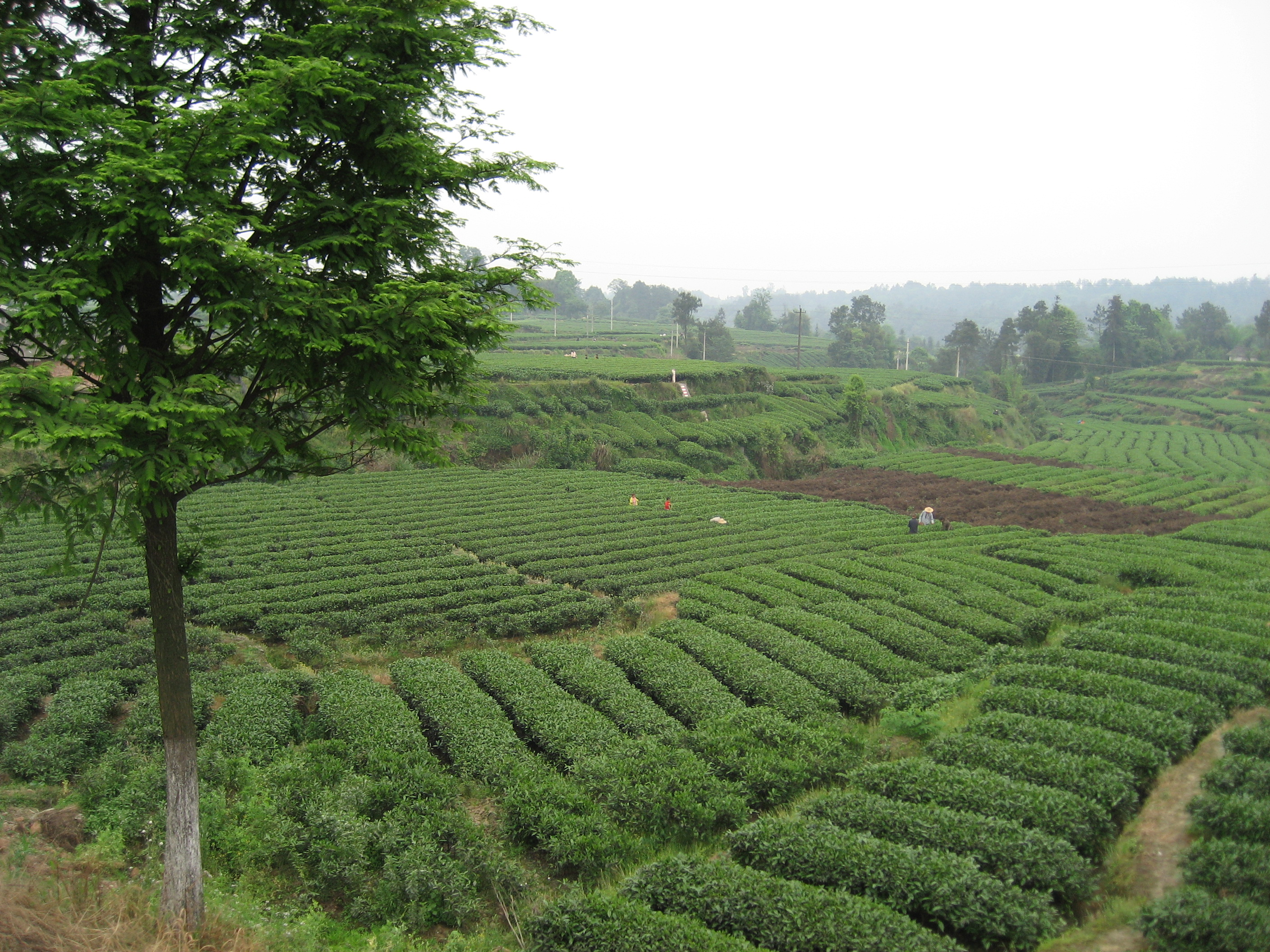
四川蒙顶山茶园

## 茶葉類型
中國出產的茶葉種類繁多，其中较为知名的十種常被合稱為中國十大名茶，但中国十大名茶版本繁多，尚无定论。

### 绿茶类

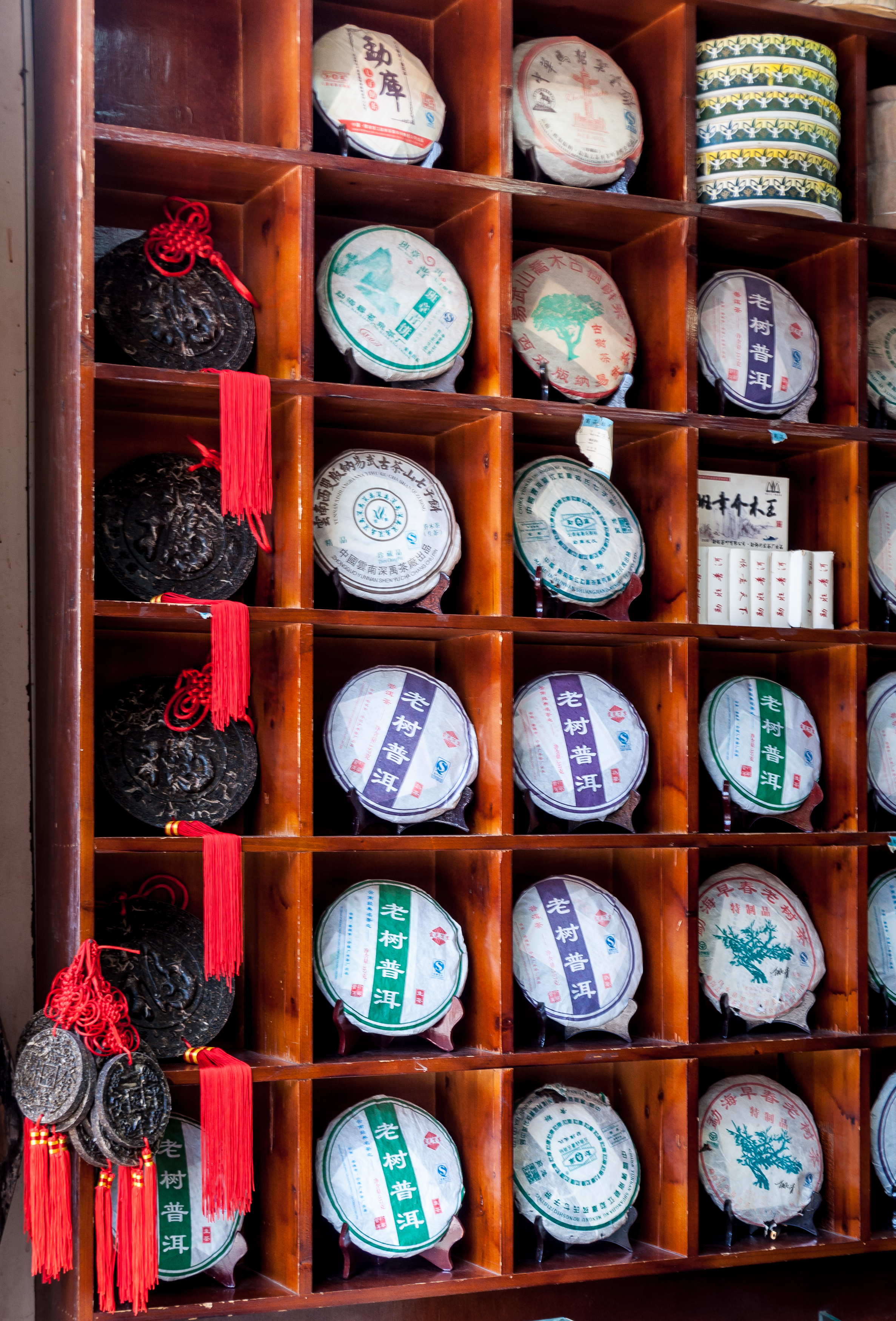
雲南普洱茶

- 龙井：既是浙江省杭州地名，也是泉名。此地出产的茶亦用此名。龍井中以西湖龍井最為著名。
- 碧螺春：产于江苏省吴县洞庭山。茶叶采于春季，制成品紧密缠绕，带螺旋形。相传康熙年间，洞庭山少女采茶，不带筐子，把茶叶放在乳间，茶得体温而生奇香，名为“吓杀人香”茶。清康熙皇帝南巡太湖，喜爱这茶的清香，但认为“吓杀人香”不雅，又因为茶叶带螺旋形，康熙皇帝赐名碧螺春。碧螺春成为清代贡茶。
- 毛峰：产于安徽省黄山。
- 猴魁：产于安徽省太平县。
- 瓜片：产于安徽省六安县。
- 珠茶：产于浙江平水。
- 青顶：产于浙江临安天目山。
- 白云茶：产于浙江雁荡山。
- 蒙顶甘露：产于四川蒙顶山。

### 红茶类
- 祁门红茶：简称祁红，产于安徽省祁门。

### 青茶類
- 大红袍：产于福建省武夷山。
- 铁观音：产于福建省安溪。
- 黄金桂：产于福建省安溪。
- 毛蟹：产于福建省安溪。
- 本山：产于福建省安溪。

### 黄茶类
- 君山银针：产于湖南洞庭湖君山岛。
- 蒙顶黄芽：产于四川蒙顶山

### 白茶类
- 松溪白茶：产于福建松溪县。
- 白毫銀針:  產於福建省福鼎縣和政和縣的白茶。[1]

### 黑茶类
- 普洱茶：产于云南
- 藏茶：产于四川雅安

## 加工方式
可分為緊壓茶和散茶兩大類，緊壓茶有團茶、餅茶、錠茶、磚茶、丸茶、沱茶等，散茶又分為自然發酵茶和釜炒茶兩類。

## 食用方法
中国茶的食用方式有很多，按調味方式可分為不加其他材料的清飲茶和加入其他材料的調飲茶。按烹飲方式可分為煮茶法、痷茶法（泡茶法）、點茶法。調飲茶又可以分為芼茶法和調茶法。除作為飲料外，茶葉還可以直接咀嚼食用，或製成不用的食品。

### 作為飲料的茶

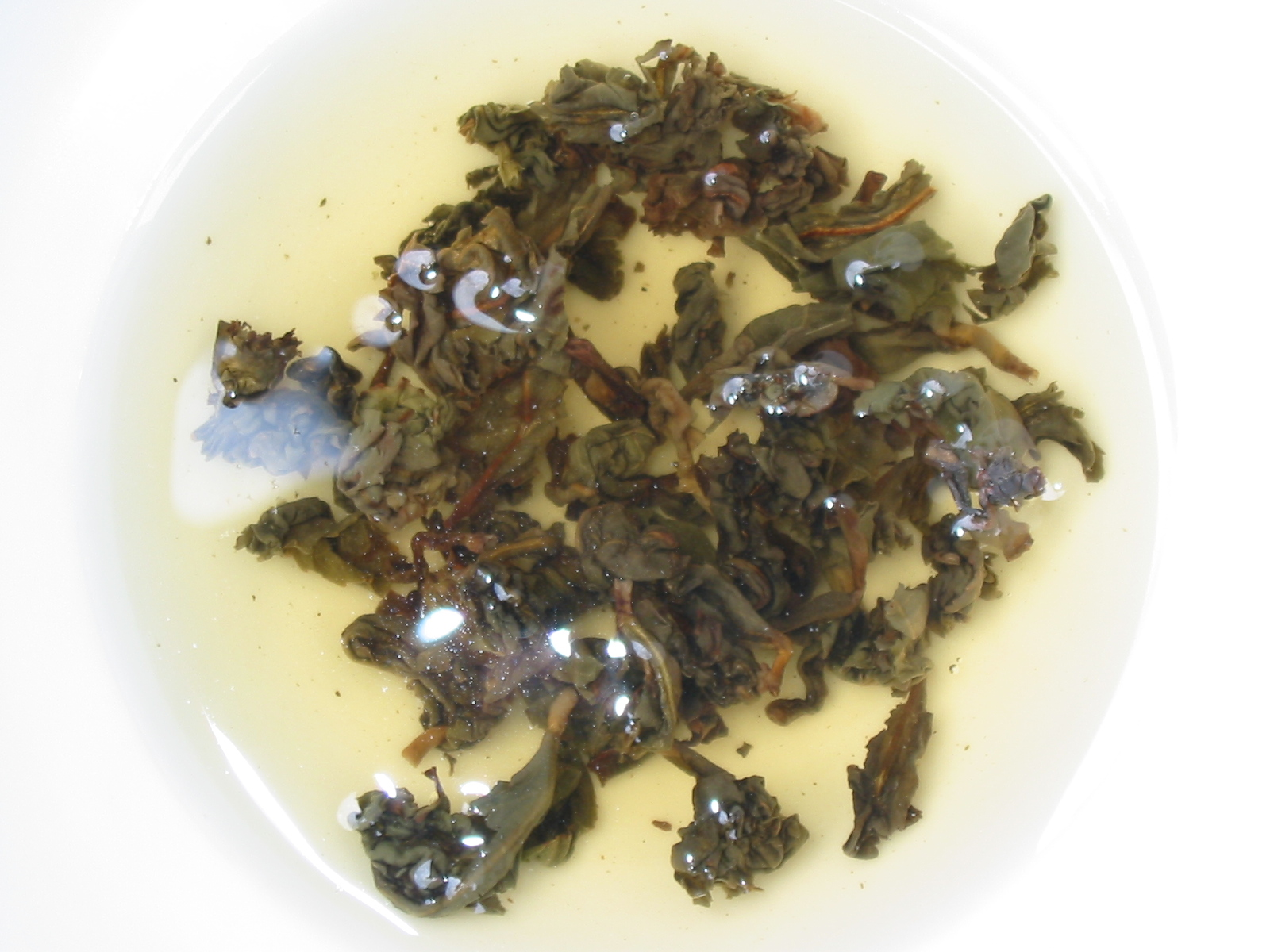
泡茶法泡出的茶

煮茶法，唐代稱為煎茶法，是指把加工成茶饼的茶用火炙烤，然後放入铜制茶碾碾成颗粒，再用茶罗筛茶粒取细末，再將调和成酱，最後将茶酱用水化开成为茶汤，或配上茶食飲用。這種茶呈糊狀，飲用時有如吃粥，故又稱「吃茶」。如在煮茶時加入其他食材一同烹煮，則稱為芼茶。
痷茶法即泡茶法，又稱瀹茶法，是把茶葉放進容器內，加熱水沖泡。可用抹茶，也可以把餅茶、團茶、散茶直接用水沖泡。既可以加入其他材料一同沖泡，也可以清飲。不同類型的茶有着不同的泡法。例如绿茶比烏龍茶和紅茶更加清淡，因此需要用较冷的水沖泡。
點茶法是將茶末倒茶盞之中，加入熱開水，以茶筅或茶匙在碗中攪拌（即擊拂），使得茶末和水相互混合成乳狀茶液。

#### 用水

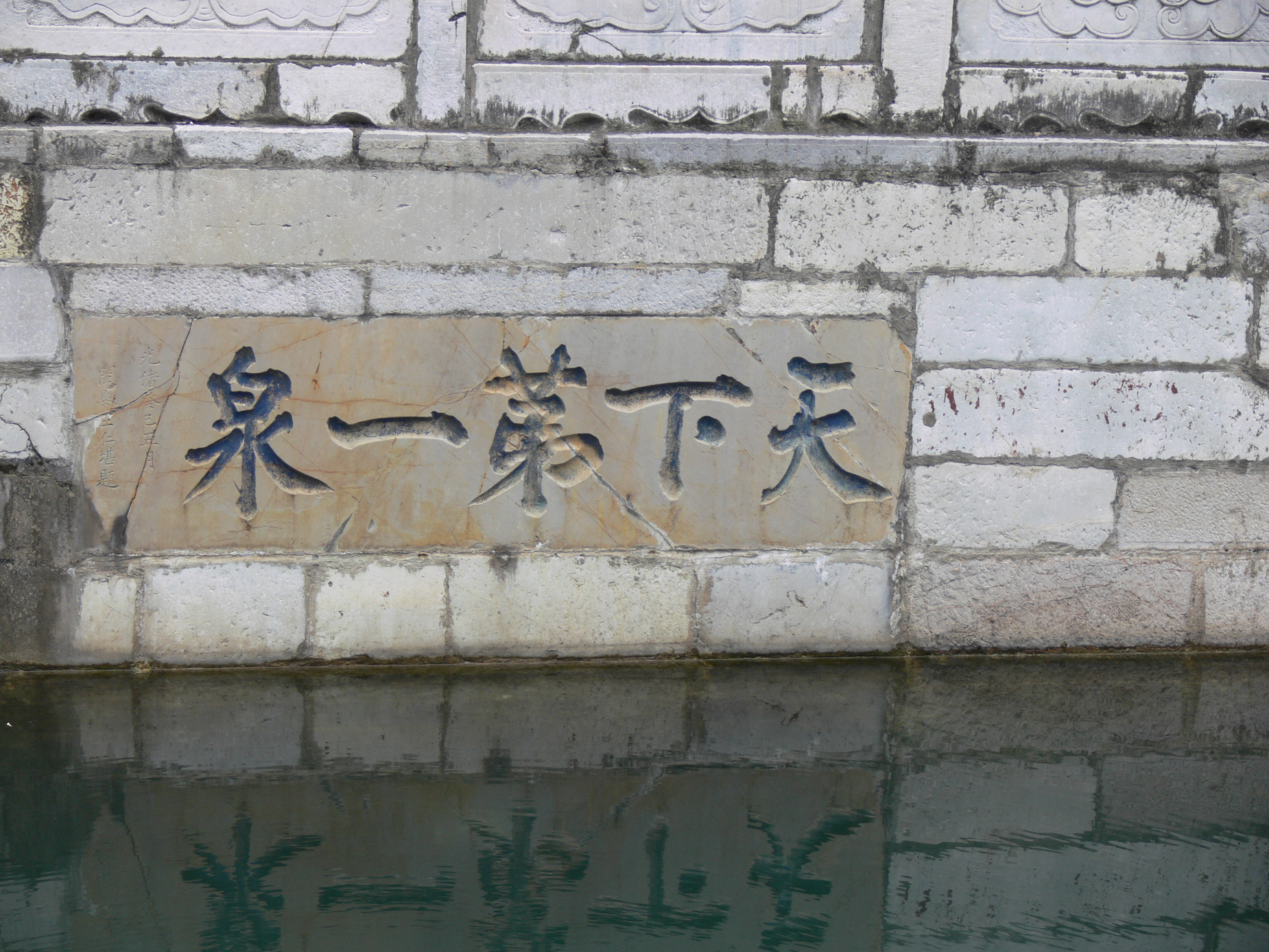
天下第一泉:镇江金山寺中冷泉

中国茶的水十分讲究，认为水是茶之本。明朝人张大复在《梅花草堂笔谈》中写道“茶性必发于水。八分之茶，遇十分之水，茶亦十分矣；八分之水，試十分之茶，茶只八分耳。”。清朝乾隆帝曾说：“茗饮之本，其必资于水乎？”。可見中國傳統品茶對水質的重視。
唐人對煮茶時對水質的要求極為嚴格，以山水為優、江水次之，井水最差。山水又以乳泉及緩流為最，洶湧湍急的山水和儲積于谷中的山水，等不宜煮茶。名士刘伯刍按煮茶品質的優劣，將天下水分為七等：第一為揚子江南零水；第二為無錫惠山寺石水；第三為蘇州虎丘寺石水；第四為丹陽縣觀音寺水；第五為揚州大明寺水；第六為吳松江水；第七為淮水。陸羽根據親身實踐，提出“楚水為上，晉水為下”，將天下煮茶治水，評品次地，分為二十等：第一為廬山康王谷水簾水；第二為無錫縣惠山寺石泉水；第三為蘄州蘭溪石下水；第四為峽州扇子山下石水；第五為蘇州虎丘寺石泉水；第六為廬山招賢寺下方橋潭水；第七為揚子江南零水；第八為洪州西山西東瀑布水；第九為唐州柏巖縣淮水源；第十為廬州龍池山嶺水；第十一為丹陽縣觀音寺水；第十二為揚州大明寺水；第十三為漢江金州上遊中零水；第十四為歸州玉虛洞下香溪水；第十五為商州武關西洛水；第十六為吳松江水；第十七為天臺山西南峰千丈瀑布水；第十八為郴州圓泉水；第十九為桐廬嚴陵灘水；第二十為雪水。
泡不同的茶又會用不同的水，例如泡铁观音宜用溪涧水等。若用井水，则宜取深井之水，

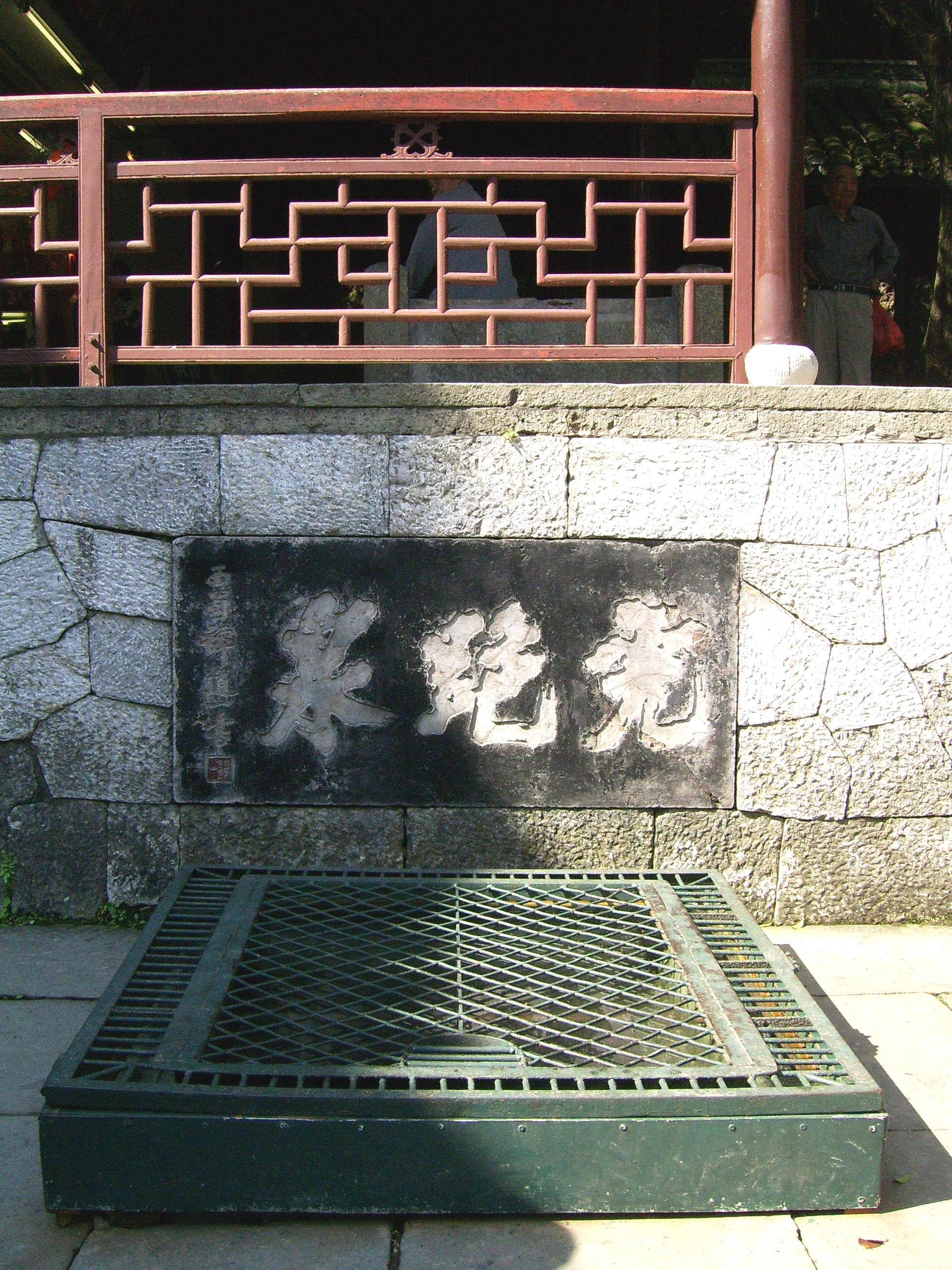
杭州虎跑泉

泉水也常用作烹茶，乾隆特制银斗，品试全国的泉水，按水的质量分别高下：北京玉泉山第一，中冷泉第二，无锡惠泉第三，杭州虎跑泉第四。（乾隆：《玉泉山天下第一泉记》），茶圣陆羽不但是品茶高手，也是品泉高手。泉水分為「天泉」和「地泉」，天泉即雨水、雪水、露水，无污染的雨水和雪水本身就是洁净的烹飲茶用水。明代文人讲究用天水，他们对于春、夏、秋、冬四季的天泉，有不同的评价。秋天的雨水烹茶最好、其次是梅雨季节的雨水，再次是春雨，而夏季多暴雨，水质最差，不主张用来烹茶。收集雨水时必须用干净的白布，在天井中央受雨水。至于从房檐流下的雨水，不能用。另外，古人认为雪水是五谷的精华，用来烹茶最雅。唐代诗人白居易有诗云：“闲尝雪水茶”。露水又名“天酒”，傳說是神仙的饮料，《山海经》写道：“仙丘降露，仙人常饮之”。中国历代皇帝王中乾隆最讲究露水。乾隆帝夏天常到承德避暑山庄避暑，喜欢收集太平湖中荷叶上的露水烹茶，认为胜过天下第一泉的玉泉山泉水。
地泉即各地的泉，各朝代对于中国各地的名泉，排名次序略有不同。唐代有杨子江金山寺中冷泉、无锡惠山寺泉、苏州虎丘寺泉。明代有无锡惠山寺泉、金山寺中冷泉、杭州虎跑泉，清代有北京玉泉山、杨子江金山寺中冷泉、无锡惠泉。

### 食用茶葉
茶葉可以直接咀嚼食用，現時湖南还多少保留着“吃茶”的习惯——吃茶叶。毛泽东、彭德懷等嗜好吃茶叶，吃完茶後習慣用手指將杯底的茶葉渣取出食用，京夫子的《血色京畿》就有這樣的劇情。

### 以茶葉作為食材
茶食品，又稱茶餚，是把茶葉作為食材之一製成菜餚或食品。有直接以茶葉作為材料的如龍井蝦仁，也有以茶湯或茶葉作為調味料者，如茶葉蛋、樟茶鴨等。